# 1-й армейский корпус (Белое движение)
1-й армейский корпус (1 ак) — самое известное оперативно-тактическое соединение (армейский корпус) Вооружённых Сил Юга России (ВСЮР), Добровольческой армии, Русской армии Врангеля. Создан 15 ноября 1918 года в результате начала стратегического развёртывания Добровольческой армии. Первым командиром корпуса был генерал-лейтенант Б. И. Казанович, которого 13 января 1919 года сменил генерал-майор А. П. Кутепов.

## Состав
С 15 мая 1919 года корпус включал две самые боеспособные, элитные дивизии — 1-ю и 3-ю пехотные дивизии ВСЮР, которые состояли из так называемых «цветных» полков Белой Гвардии, отличавшихся высоким моральным духом и наиболее стойких в бою.

## Участие в Весеннем наступлении войск ВСЮР в мае 1919 года
В мае 1919 начинается наступление ВСЮР в общем направлении на северо-запад и северо-восток, Кавказская армия наступала на Царицын, Донская армия прорывалась на соединение с восставшими донскими казаками (Вёшенское восстание), а Добровольческая армия наступала на Харьков. С этого времени 1ак неизменно выполняет роль тарана на направлении главного удара Добровольческой армии. Белым противостояла 13-я армия РККА под командованием бывшего штабс-ротмистра А. И. Геккера (нач.штаба: бывший подполковник Генштаба А. А. Душкевич). Л. Д. Троцкий поклялся, что «Харькова мы ни в коем случае не отдадим». Также была образована новая 14-я армия РККА, во главе которой был поставлен К. Е. Ворошилов, которая предназначалась для нанесения белым флангового удара. Но план провалился: Кавказская конная дивизия генерал-майора А. Г. Шкуро нанесла не успевшим сосредоточиться войскам Ворошилова полное поражение. Одновременно 1 АК вместе с Терской конной дивизией генерал-майора С. М. Топоркова безостановочно наступал на Харьков. Опрокидывая противника и не давая ему опомниться, войска прошли за месяц более 300 вёрст. Терцы Топоркова 1 июня захватили Купянск и к 11 июня, обойдя Харьков с севера и северо-запада, отрезали сообщения харьковской группе большевиков и уничтожили несколько эшелонов подкреплений.
В июне состав корпуса увеличился — в него входили 1-я, 3-я, 7-я пехотные дивизии, два гаубичных дивизиона. После пятидневных боёв, 10 июня левая колонна Кутепова взяла Белгород, а на следующий день ворвалась в Харьков и после ожесточённого уличного боя заняла его. Как писал потом Главнокомандующий ВСЮР А. И. Деникин:
Мы занимали огромные пространства, следуя на плечах противника, не давая ему опомниться, мы имели шансы сломить сопротивление превосходящего нас численно его сил. Мы отторгали от советской власти плодороднейшие области, лишали его хлеба, огромного количества военных припасов и неисчислимых источников пополнения армии. В подъёме, вызванном победами…была наша сила…только новые районы, новый прилив живой силы могли спасти наш организм от увядания…. Состав Вооружённый Сил Юга с мая по октябрь 1919 последовательно возрос с 64 до 150 тысяч. Таков был результат нашего наступления. Только при этом условии мы имели возможность продолжать борьбу, иначе мы были бы задушены противником, имевшим огромное численное превосходство.
В приказе председателя Реввоенсовета Республики рисовалась картина «позорного разложения» 13-й армии — «случаи бессмысленной паники имеются на каждом шагу».

## Участие в боях летом 1919 года
После взятия Харькова перед белым командованием встал выбор: остановить войска, укрепиться имеющимися небольшими наличными силами и перейти к обороне от численно значительно более сильного противника либо следовать за отступающими и разбитыми красными армиями, поставить все на карту — «победа или смерть!».
До второй половины июля на фронте царило затишье: войска готовилась к генеральному наступлению на Москву, 1ак получил невиданное ранее пополнение добровольцами и из числа перешедших в ходе боёв к белым красноармейцам, число которых увеличивалось летом 1919 года лавинообразно. Получив данные разведки, что красные силами Ударной группы бывшего генерал-лейтенанта Селивачёва готовят в районе Готни удар во фланг, Кутепов приказал за три дня до ему известной даты красного наступления (3 августа) перейти в наступление. Белые ударили в стык 14-й и 13-й армий РККА, сконцентрировав свои силы под Белгородом. Когда красные со стороны Воронежа начали прорываться в направление на Купянск, генерал В. З. Май-Маевский приказал пехоте Кутепова и коннице генерала А. Г. Шкуро (3-й конный корпус ВСЮР) парировать удар красных, также был задействован и прибывший в Добровольческую армию 4-й Донской конный корпус генерал-лейтенанта К. К. Мамонтова. Части корпуса в ожесточенных встречных боях сломили наступление РККА и отбросили её части от Белгорода до Старого Оскола — почти на 100 км, обеспечив правый фланг наступающих на Курск белогвардейских частей.
В боях за Курск в первых числах сентября 1ак разбил 12 советских полков и 7-го числа, проигнорировав запрет Кутепова, генерал Н. С. Тимановский взял Курск, за что получил от Кутепова выговор, а от Деникина — звание генерал-лейтенанта.

## Участие в Орловско-Кромском сражении
1ак перегруппировался: на брянском направлении встала 3-я пехотная дивизия (6000 штыков, 700 сабель, 20 орудий, 112 пулемётов, 6 бронепоездов и 3 танка), на главном (орловском направлении) — Корниловская группа (с 16 октября — дивизия) полковника Н. В. Скоблина (8000 штыков), из которых 3200 штыков и 500 сабель с 17 орудиями вдоль железной дороги Курск−Орёл, а 1200 штыков на шоссе Курск−Кромы−Орёл. На правом фланге стояла Сводная дивизия (4700 штыков, 700 сабель, 27 орудий, 122 пулемёта, 6 бронепоездов и 3 танка), действовавшая в направлении Елец−Ливны.

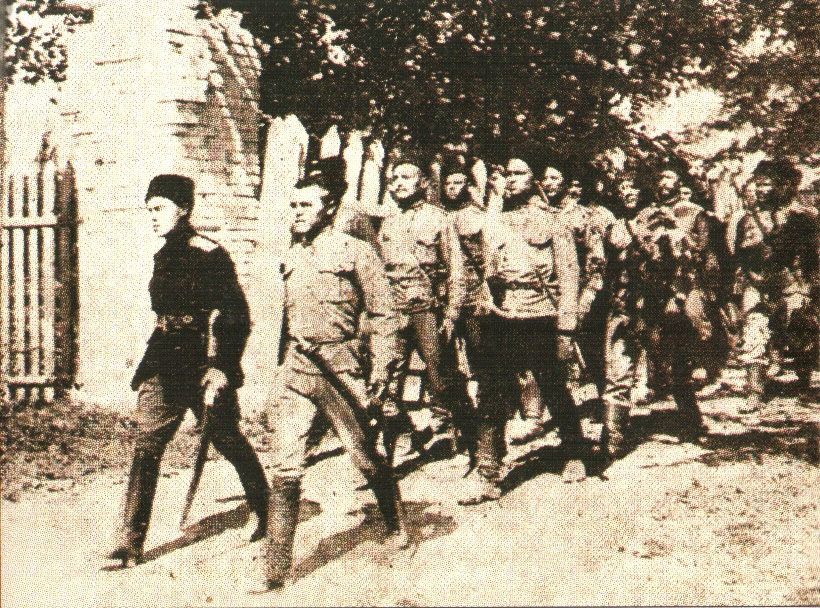
Добровольцы вступают в занятый город. Осень 1919 г.

К концу сентября корниловцы нанесли поражения 9-й и 55-й стрелковым дивизиям РККА и наступали на Орёл, но тем самим образовался разрыв в 60 вёрст с находящейся слева Дроздовской дивизией, которая наступала на Дмитровск. Штаб Добровольческой армии получал сведения о том, что в районе Карачева красные накапливают резервы и создаётся угроза контрудара в стык между Корниловской группой и Дроздовской дивизией, но несмотря на эти данные, командир 1ак генерал Кутепов получил от генерала Май-Маевского приказ не останавливаясь наступать на Орёл. «Я Орёл возьму, но мой фронт выдвинется как сахарная голова. Когда Ударная группа противника перейдёт в наступление и будет бить по моим флангам, я не смогу маневрировать. И тем не менее мне приказали взять Орёл!» (А. П. Кутепов). Ключом к Орлу были Кромы, и в ходе четырёхдневных боёв 24−27 сентября Кромы были взяты 2-м Корниловским полком. На сторону белых перешел начштаба 55-й дивизии красных бывший полковник Лауриц, что также сыграло свою роль. Сопротивление оборонявших Орёл красных войск было сломлено и в 16:00 30 сентября 1-й Корниловский полк ворвался в Орёл. Путь на Москву белогвардейцам был открыт, резервы красных не сосредоточились, и крайней точкой «белого нашествия» стал Мценск, куда ворвалась группа белых конных разведчиков, схватила командовавшего обороной города быв. генерала Сапожникова и покинула город.
Отношение местного населения к пришедшим белогвардейцам было двояким: с одной стороны участились случаи грабежей и мародёрства белых (несмотря на то, что ген. Кутепов безжалостно вешал мародёров, абсолютно не делая различия между солдатами и офицерами), с другой стороны в городе Ливны пришедших марковцев встречали цветами, а ген. Тимановский приказал передать орловским крестьянам «Чтобы они не обращали внимания на требования всяких там помещиков», а за время сентябрьских боёв корниловцы, насчитывавшие 6100 чел., взяли в плен около 8000 красноармейцев, большинство из которых, как свидетельствуют в своих воспоминаниях белые офицеры, участники боёв, сдавались в плен добровольно, подчас целыми ротами.
По свидетельству командующего красным Южным фронтом А. И. Егорова после оставления красными Орла разложение красных войск достигло апогея: в 9-й дивизии разбегались целые полки, а прибывшее свежее пополнение сдавалось в плен целыми батальонами. Белые пленных красноармейцев распускали по домам, а тех, кто добровольно выражал желания служить — сразу ставили в строй корниловских полков. Бывшие пленные в большинстве своём сражались ожесточённо, из соображений мщения и ненависти.
К 5 октября 1919 года корпус включал 1-ю, 3-ю, 9-ю пехотные дивизии, кав. полк, 5 танков, 4 бронеавтомобиля и др. части — всего 15900 штыков, 831 саблю, 335 пулемётов, 55 орудий.
Скоблин после взятия Орла предложил смелый план: прекратить рваться на север, перебросить все корниловские полки под Кромы и всеми силами отразить готовившийся красными удар ему во фланг, а фронт под Орлом передать алексеевцам. Кутепов его план отверг, приказав перебросить под Кромы только 2-й Корниловский полк, а Дроздовской дивизии нанести удар по изготовившейся для наступления Ударной группе красных (основу её составила Латышская стрелковая дивизия, по тайному соглашению советского руководства с руководителем белой Польши Ю.Пилсудским переброшенная из Белоруссии). В общем и целом 1ак, насчитывавшему 11 полков, теперь противостояло 25 только стрелковых красных полков. Причём, если основу Ударной группы составляли латышские стрелки и червонные казаки, то северо-восточнее к исходным рубежам подходила Эстонская стрелковая дивизия РККА, переброшенная с петроградского фронта. Красное командование (командующий Южным фронтом бывший полковник А. И. Егоров и командующий 14-й армии бывший штабс-капитан, коммунист И.Уборевич) ставило цель перед Ударной группой (командующий начдив латышской дивизии бывший генерал-майор А. А. Мартусевич) и эстонской дивизией — окружить корниловцев в районе Орла. Но Скоблин вовремя приказал отойти и Уборевич считал, что поставленная его войскам задачу исполнить не удалось, несмотря на решающее численное превосходство. Стремясь в первую очередь маневрировать и уходя из под прямого удара, Кутепов принял рискованное решение вести одновременно наступление и на Орёл, и на Кромы, но тем самым становилось невозможным сосредоточением всех сил в кулак последним усилием переломить ход сражения.
Бои под Орлом 21-22 октября были невероятно яростными и самыми кровопролитными за всю гражданскую войну: именно в них массово применялись «психические атаки». «За трое суток непрерывных боёв дивизия потеряла треть личного состава» (Н. В. Скоблин). Страшные потери понесли и красноармейцы: в латышских батальонах количество потерь доходило до 40−50 %, в эскадронах червонных казаков — до 30 %. Выбитые 27 октября из Дмитровска дроздовцы безостановочно контратаковали.
Красное командование бросило в прорыв кавдивизию «червонцев» В. М. Примакова, применившего хитрость. Его казаки надели кокарды и погоны и, прорвав фронт на стыке Корниловской и Дроздовской дивизий, пошли в рейд по белым тылам на 120 вёрст, выдавая себя за белоказаков-шкуринцев, безжалостно расправляясь с местными крестьянами, как выказавшими пробелогвардейские настроения, так и разжигая ненависть к белогвардейцам, грабя, бесчинствуя и убивая всех подряд. В боях 14-19 ноября червонцы нанесли дроздовцам поражение, окружённые офицеры 3-го Дроздовского полка все до единого покончили с собой, когда угасла надежда прорваться из железного кольца. Белогвардейцы за это ненавидели «червонцев» и в плен не брали.
Кутепов докладывал Май-Маевскому: «Под натиском превосходящих сил противника наши части отходят на всех направлениях. В некоторых полках корниловцев и дроздовцев остаётся по 200 штыков. Потери с нашей стороны достигают 80 процентов…».
В тяжелейших боях в ходе Орловско-Кромского сражения 1ак — основа южной Белой Гвардии — был обескровлен, но полностью уничтожить его войскам Южного фронта не удалось. В 2-й половине ноября корпус насчитывал 2600 штыков — всего 12 процентов его численности перед сражением.

## Отступление и Новороссийская катастрофа
В тылу Добровольческой армии складывается крайне нездоровая обстановка паники и морального разложения. Назначенный командующий Добрармией вместо генерала Май-Маевского барон П. Н. Врангель энергично приступил к искоренению погромов, грабежей, массового мародёрства — симптомов полной деморализации тыла. Ему энергично помогал генерал Кутепов, который действовал по им же высказанным принципу: «Там, где я командую, грабежей быть не может!». Так, командир 1-го армейского корпуса, прибыв в Харьков, где находилось много ценных грузов и соответственно процветало их расхищение и мародёрство, приказал своему конвою и охранной роте вешать грабителей, застигнутых на месте преступления тотчас, и мгновенно прославился своим «судом скорым и беспощадным». Также он приказал сжигать в своих войсках погромные антисемитские листки, заявив: «Сегодня громят евреев. А завтра те же лица будут грабить кого угодно!» 29 ноября добровольцы покинули Харьков, в котором не пустовал ни единый фонарь.
Отступление продолжалось и становилось все более трагическим: прикрывая отступление своей дивизии, в лесах под Изюмом полностью погиб 3-й Корниловский полк. Против корпуса сражались 5 стрелковых и 3 кавалерийские красные дивизии, 3 отдельные кавбригады. Ввиду громадных потерь 20 декабря вся Добровольческая армия была сведена в Добровольческий корпус под командованием генерала Кутепова, подчиненный командующему Донской армией генералу В. И. Сидорину. Ведя постоянные арьергардные бои и преследуемые наседавшим противником, добровольцы отступили за Дон. 26 декабря пал Новочеркасск — столица донских казаков, двумя днями позже — пал Ростов-на-Дону. Однако, под Батайском красная кавалерия С. М. Будённого и Б. М. Думенко была отброшена корниловцами, и угроза прорыва красных на южный берег Дона была ликвидирована.
С началом нового 1920 года добровольцы получили краткую передышку, особенно важную, если учитывать, что личный состав корпуса насчитывал всего 1763 офицера, 4638 штыков, 1723 сабель, 63 орудия и 259 пулемётов. На отдыхе Кутепов продолжил укрепление дисциплины и принял ряд мер по улучшению морального состояния чинов корпуса. 7 февраля началось наступление: добровольцы вошли в Ростов-на-Дону, красные были разгромлены, сдались в плен свыше 4 тыс. красноармейцев, захвачено 6 бронепоездов, 22 орудия и 123 пулемёта. Однако, пока добровольцы отражали натиск 8-й армии красных, донские казаки отступали, следствием постоянных фланговых атак РККА стала гибель Марковской дивизии в боях у станицы Ольгинская. Отсутствие взаимодействия между добровольцами и казаками, повлекшее большие потери, вынудило Деникина изъять Добровольческий корпус из подчинения ген. Сидорина и подчинить его на прямую Ставке Главкома ВСЮР. 3 марта корпус с боями дошёл до столицы кубанского казачества — Екатеринодара.
Ввиду полного морального разложения Донской армии генерал Деникин видел только в добровольцах надёжные войска, единичные случаи неустойчивости в бою и дезертирства имели место, но в целом Белая Гвардия оставалась крепчайшим боевым организмом и выказывала твёрдость в самых тяжёлых обстоятельствах. Но одновременно среди добровольцев проявлялись возмущение и антипатия к Ставке ВСЮР и особенно к крайне непопулярному начальнику штаба ВСЮР генерал-лейтенанту И. П. Романовскому, которого часть офицеров открыто называли «масоном и автором разгрома белых войск». Раздавались призывы к убийству Романовского. 23 февраля 1920 Кутепов отправил в Ставку телеграмму-ультиматум, в которой для сохранения бесценных кадров офицеров и солдат-добровольцев, требовал начать срочную эвакуацию раненых и семей добровольцев, незамедлительной, пока не поздно мобилизации всех транспортов для эвакуации чинов корпуса из Новороссийска, принудительного направления всех офицеров в ряды Добровольческого корпуса, включая имеющих отсрочку или бронь, а также передачи всей полноты власти перед началом эвакуации в Новороссийске командиру Добровольческого корпуса.
11 марта началось движение добровольческих частей на Новороссийск. Обстановка в городе даже по мнению Кутепова категорически не давала шанс на продолжение борьбы, а только на экстренную эвакуацию. По личному приказу Деникина оцепление из офицерских рот корниловцев и дроздовцы охраняло посадку на корабли в первую очередь добровольцев, из-за чего масса донских казаков не погрузилась на транспорты, занятые дроздовцами, корниловцами, марковцами. Уже когда миноносец «Пылкий», куда с штабом корпуса прибыл Кутепов, отходил от берега ему доложили, что часть дроздовцев не эвакуировали из-за отсутствия мест, Кутепов приказал развернуть миноносец и, рискуя его плавучестью, взял оставшихся солдат и офицеров на его борт. На рассвете 14 марта командир корпуса последним покинул Новороссийск.

## Крымская эпопея
Как только личный состав корпуса прибыл в Крым, генерал Кутепов начал жесточайшее укрепление дисциплины — за пьяный дебош нескольких офицеров-алексеевцев он разжаловал в рядовые, а за более серьёзное нарушение дисциплины следовало более суровое наказание, вплоть до смертной казни, которую Кутепов применял с лёгкостью даже к заслуженным ветеранам-белогвардейцам, выжившим в месяцы страшного отступления поздней осенью 1919 − зимой 1920. Деятельность Кутепова достигла в апреле 1920 такого размаха, что земство города Симферополя обратилось к барону Врангелю с решительным протестом, справедливо жалуясь, что «разукрашенные господином Кутеповым улицы лишают симферопольцев возможности посылать своих детей в школу», однако все признавали, что бесчинства, бывшие в первые дни после прибытия эвакуировавшихся из Новороссийска белогвардейцев, прекратились. П. Н. Врангель был вынужден ограничить права воинских начальников передавать дела по мародёрству и грабежам военным трибуналам.
В мае 1920 Добровольческий корпус был переформирован в Первый армейский корпус. Состав обновлённого корпуса:
- Корниловская дивизия
- Марковская дивизия
- Дроздовская дивизия
- 1-я кавалерийская дивизия
- 2-я конная дивизия
- 2 артиллерийских дивизиона.
- 6-я пехотная дивизия (с 7 июля)[8].

На рассвете 25 мая 1920 корпус перешёл в наступление в Северную Таврию. Бои сразу приняли ожесточенный характер, поэтому потери в живой силе были огромные: у дроздовцев были убиты либо ранены все ротные и батальонные командиры, но зато только за первые двое суток боёв взято в плен 3,5 тыс. красноармейцев.
К 15 июня корпус планировалось отвести для отдыха и пополнения в тыл, но вместо этого Корниловская и Дроздовская дивизии провели блестящую операцию против внезапно прорвавшего фронт Конного корпуса Д. П. Жлобы. Этот редчайший пример, когда только пехотные части, используя массированный винтовочно-пулемётный огонь и артиллерию, полностью разгромили под Большим Токмаком кавалерийское соединение красных, позднее был включён в обязательный курс французской Военной Академии.
5 июля Кутепову были подчинены Донской и Конный корпуса, была образована Ударная армейская группа генерала Кутепова. Началось наступление на Александровск (ныне г.Запорожье), белые нацелились перевалить Днепр. Но созданный под руководством бывшего подполковника инженерных войск русской армии Д. М. Карбышева Каховский стратегический плацдарм, нависший над ударной группой Кутепова, к тому же, прикрытый из-за Днепра тяжёлой артиллерией из Резерва Красной Ставки, не дал белым шанса прорваться на стратегический простор, за Днепр. Тяжёлые и кровопролитные бои шли весь август. В это время всех поразил пришедший однажды в штаб Корниловской дивизии приказ: за невыполнение боевой задачи по разгрому красных он предусматривал военный трибунал! Позднее, уже в эмиграции П. Н. Врангель назовёт сентябрьские бои 1920 «борьбой генерала Кутепова».

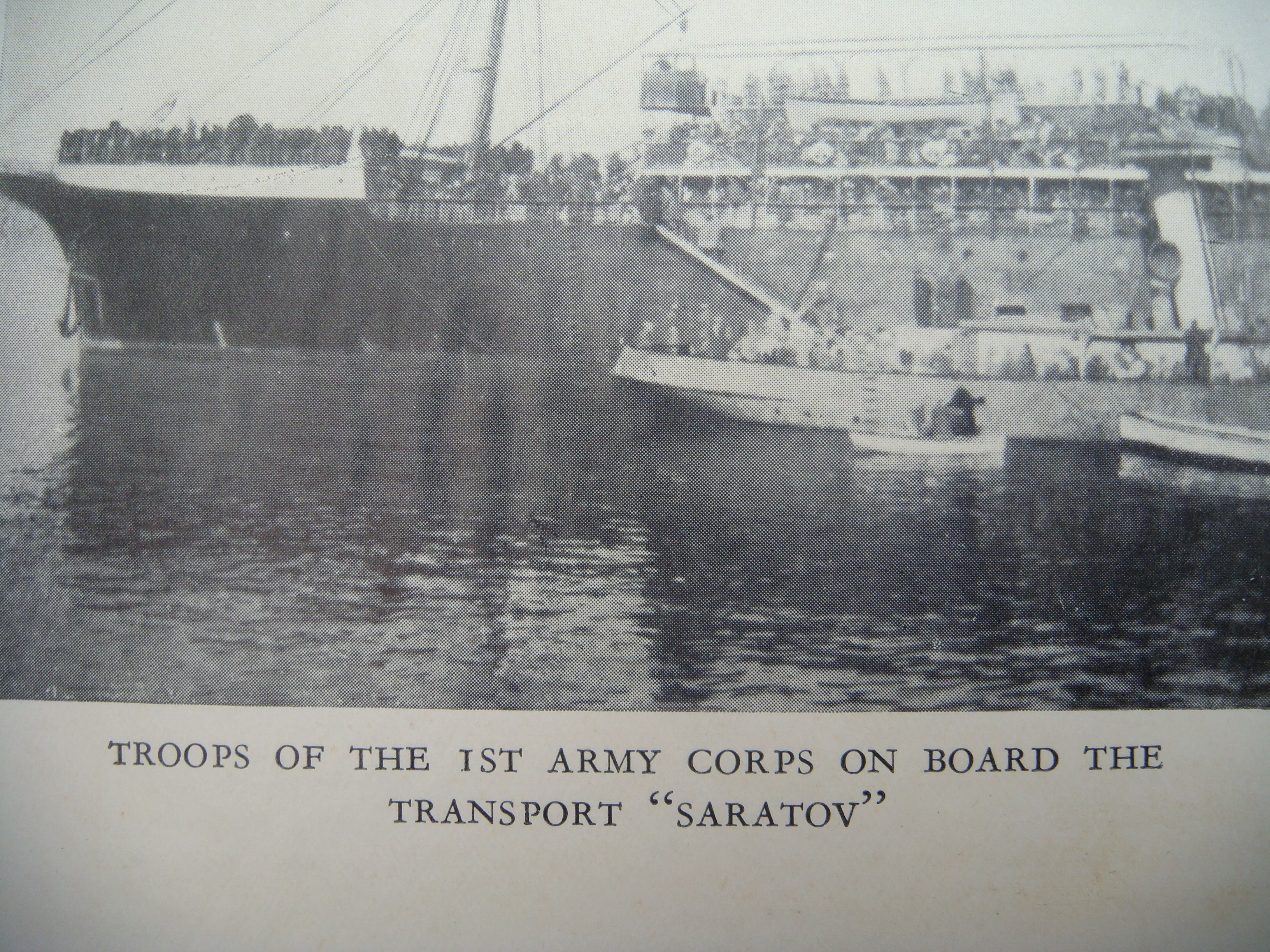
Погрузка войск 1-го армейского корпуса на пароход «Саратов». Крымская эвакуация. Ноябрь 1920 года.

29 сентября красные прорвались, а Кутепов, помня уроки Кром и Орла, упорствовал, когда Врангель требовал от него безостановочно наступать, не оглядываясь на угрозу удара красных по почти неприкрытым флангам. 13−14 октября красные переправлялись через Днепр, в повестку дня вновь встал вопрос отводить войска для эвакуации. Видя создавшуюся угрозу для главных сил Русской армии попасть в окружение, П. Н. Врангель приказал А. П. Кутепову, назначенному командующим 1-й армией, сдерживая троекратно превосходившего численно противника, обеспечить отход остальных сил за крымские перешейки. Начавшаяся Чонгарско-Перекопская операция проходила в тяжёлых условиях — мороз −20 °C и полнейшая измотанность частей несколькими месяцами непрерывных боёв. 16 октября 1-я конная армия С. М. Будённого вышла в тыл 1-й армии белых, и Кутепов бросил свои войска на прорыв затягивающегося мешка. Будёновцы были прижаты к заливу Сиваш, а войска Кутепова прорвались в Крым.
26 октября красным удалось прорвать перекопские укрепления белых и Кутепов отдал своим войскам приказ отступать и готовиться к эвакуации. Генерала беспокоил горький опыт новороссийской катастрофы, но организованная заблаговременно Врангелем эвакуация была проведена относительно успешно. 3 ноября 1920 года (ст. ст.) последние корабли покинули Крым, последние четырёхмесячные бои 1-го корпуса на русской земле закончились.

## В эмиграции
В Галлиполийском лагере в 1-й армейский корпус были влиты чины всех остальных расформированных частей.

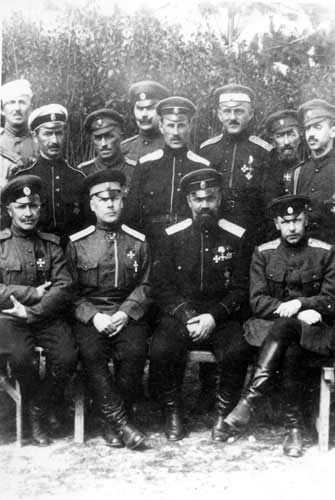
Командование, штаб и командиры частей 1-го армейского корпуса в Болгарии.
Сидят слева направо: генералы — А. В. Фок, В. К. Витковский, А. П. Кутепов, Б. А. Штейфон.
Стоят: генералы — М. М. Зинкевич, М. А. Пешня, И. Т. Борисевич, полковник Б. А. Сухарев, Н. В. Скоблин, А. В. Туркул, полковник Е. И. Христофоров, Ф. Э. Бредов.
Болгария, г. Велико-Тырново, 2 апреля 1922.

## Командование
Командиры:
- генерал-лейтенант Казанович, Борис Ильич (15 ноября 1918 − 13 января 1919)
- генерал-лейтенант Кутепов, Александр Павлович (13 января 1919 − август 1920)
- генерал-лейтенант Писарев, Пётр Константинович (август 1920 − декабрь 1920)
- генерал-лейтенант Витковский, Владимир Константинович (с 8 декабря 1920).

Начальники штаба:
- полковник Гейдеман, Константин Иванович (19 — 20 ноября 1918; убит)
- генерал-майор Ефимов, Николай Павлович (6 декабря 1918 − март 1919)
- полковник Полеводин, Мануил Христофорович (врио до 10 марта 1919)
- генерал-майор Абутков, Николай Владимирович (с 10 марта 1919)
- врид. генерал-майор Достовалов, Евгений Исаакович (май−июнь 1919)
- генерал-лейтенант Агапеев, Владимир Петрович (сентябрь 1919 − октябрь 1919) ???
- генерал-майор Достовалов, Евгений Исаакович (декабрь 1919 − апрель 1920)
- генерал-майор Достовалов, Евгений Исаакович (июнь 1920 − октябрь 1920)
- генерал-майор Егоров, Афанасий Ефимович (октябрь 1920 — апрель 1921)
- генерал-майор Штейфон, Борис Александрович (с 25 апреля 1921)
- генерал-майор Бредов, Фёдор Эмильевич (врио с июня 1922).

Инспектор артиллерии:
- генерал-майор Беляев, Иван Тимофеевич (с 17 марта 1919)
- генерал-майор Белькович, Николай Николаевич (и.д. с 5 апреля 1919)